# Скородит
Скородит (от греч. σχόροδον — чеснок) — минерал химического состава FeAsO4•2H2O. При ударе издаёт запах чеснока, ядовит.

## Минеральный состав
- 34,60 % Fe2O3
- 49,79 % As2O3
- 15,61 % H2O

## Месторождения
Месторождения cкородита находятся в России (на Урале и в Забайкалье), Казахстане, Узбекистане, Германии, США, Бразилии.

## Физические свойства
Скородит — минерал зоны окисления месторождений, содержащих мышьяковый колчедан (арсенопирит) или лёллингит. Является сырьём для извлечения мышьяка.

## Токсичность
Как и все соединения мышьяка, этот минерал ядовит.